# 1996년 정서법 개정안 기준 독일어 불변화사 목록
1996년 독일어 정서법 개정(Rechtschreibreform von 1996)에서 제정된 불변화사목록(Partikelnliste)은 단어들을 목록화하였다. 정서법의 특수성에 잘 맞는다.
띄어쓰기(Getrenntschreibung)가 원칙인 이 원리는 동사와의 단어연결(Wortverbindungen)에 있어 중요하며, 기타 단어연결에 있어서도 중요하다. 그러나 불변화사목록의 단어는 예외를 구성한다. 불변화사 가운데 하나가 동사와 함께 하면, 부정사는 zu와 함께 쓰고, 분사 I(Partizip I)과 분사II(Partizip II)는 한데 모아서 쓴다.
예)

부정사 : vorbeigehen

zu 부정사 : vorbeizugehen

분사I : vorbeigehend

분사II : vorbeigegangen

아래는 목록이다.
| ab-          | dawider-    | herauf-     | hinterher- | voraus-   |
| an-          | dazu-       | heraus-     | hinüber-   | vorbei-   |
| auf-         | dazwischen- | herbei-     | hinunter-  | vorher-   |
| aus-         | drauf-      | herein-     | hinweg-    | vorüber-  |
| bei-         | drauflos-   | hernieder-  | hinzu-     | vorweg-   |
| beisammen-   | drin-       | herüber-    | inne-      | weg-      |
| da-          | durch-      | herum-      | los-       | weiter-   |
| dabei-       | ein-        | herunter-   | mit-       | wider-    |
| dafür-       | einher-     | hervor-     | nach-      | wieder-   |
| dagegen-     | empor-      | herzu-      | nieder-    | zu-       |
| daher-       | entgegen-   | hin-        | über-      | zurecht-  |
| dahin-       | entlang-    | hinab-      | überein-   | zurück-   |
| daneben-     | entzwei-    | hinan-      | um-        | zusammen- |
| dar-         | fort-       | hinauf-     | umher-     | zuvor-    |
| d(a)ran-     | gegen-      | hinaus-     | umhin-     | zuwider-  |
| darein-      | gegenüber-  | hindurch-   | unter-     | zwischen- |
| da(r)nieder- | her-        | hinein-     | vor-       |           |
| darum-       | herab-      | hintan-     | voran-     |           |
| davon-       | heran-      | hintenüber- | vorauf-    |           |

보통 이렇게 쓴다.
| beisammensitzen     | entlanggehen           |
| dazwischenreden     | vorbeilaufen           |
| vorangehen          | zuvorkommen            |
| zurückschrecken     | hinuntersehen          |
| auf- und abspringen | hin- und hergehen usw. |

## 보충
2004년 2월 이러한 단어들이 보충되었다.
| dahinter-    | darauf-/drauf-     | darauflos-/drauflos- | darin-/drin- | darüber-/drüber- |
| darum-/drum- | darunter-/drunter- | davor-               | draus-       |                  |
| hinter-      | hinterdrein-       | nebenher-            | vornüber-    |                  |

## 같이 보기
- V1 어순
- 겸자구조
- 독일어
- 독일어 관사
- 독일어 대명사
- 독일어 동사
- 독일어 동사활용
- 독일어 명사
- 독일어 명사화
- 독일어 문법
- 독일어 문장 구조
- 독일어 문장 유형
- 독일어 발음
- 독일어 병렬 생략
- 독일어 부사구
- 독일어 불변화사 목록(1996년 정서법 개정안)
- 독일어 양태불변화사
- 독일어 접두사동사 및 불변화사동사
- 독일어 접속법
- 독일어 정서법
- 독일어 주어 내부 생략
- 독일어 태
- 독일어 형용사
- 독일어 환치사